# Хусаинов, Ахат Рахматуллович
Ахат Рахматуллович Хусаинов (род. 5 августа 1946 года) — российский театральный актёр, писатель, автор юмористических рассказов. Народный артист Башкирской АССР (1990), член Союза театральных деятелей с 1982 года.

## Биография
Родился 5 августа 1946 года в селе Утяганово Кармаскалинского района Башкирской АССР.
В 1966 году окончил Уфимское училище искусств (курс И. Х. Юмагулова).
С 1966 года работал в Салаватском драматическом театре, с 1992 по 2002 годы работал актёром и директором Стерлитамакского башкирского драматического театра.
В труппу Башкирского государственного академического театра драмы имени М. Гафури был принят в 1968 году и работает с перерывами по настоящее время.

## Роли в спектаклях
Ричард Галин («Айгуль иле»; дебют, 1968, Салаватский драматический театр), Байбура («Зәъгәр шәл» — «Голубая шаль» К. Г. Тинчурина), Ибрай («Яҙмыштарҙан уҙмыш бар!..» — «И судьба — не судьба!..» Р. В. Исрафилова по повести «Оҙон-оҙаҡ бала саҡ» М. Карима), Алпаров («Аманатҡа хыянат» — «Измена предкам» Ф. В. Богданова), Ханиф («Тиле йәшләк» — «Озорная молодость» И. А. Абдуллина), Давлетбай («Ҡыҙ урлау» — «Похищение девушки» М. Карима); Хабибрахман («Һөйәм, һағынам…» — «Люблю, обожаю…» М. А. Гилязова), Балбабай («Балаҡайҙарым» — «Дети мои» А. К. Атнабаева), Ахмадулла («Минең ғаиләм» — «Моя семья» Т. С. Давлетбердиной), Исмагил («Галиябану»), Папа Римский («Аттила» Г. Г. Шафикова), Пит («Кәкүк ояһы» — «Полёт над гнездом кукушки» А. А. Абушахманова по одноимённому роману К. Кизи). На сцене Стерлитамакского театра драмы исполнил роли: Галимьян («Йәш йөрәктәр» — «Молодые сердца» Ф. Бурнаша), Унбаш («Париж башҡорто» — «Башкир из Парижа» Б. З. Рафикова).

## Награды и звания
- Заслуженный артист Башкирской АССР (1984)
- Народный артист Башкирской АССР (1990)